# انا کندراچینا
انا کندراچینا (روسی: Анна Николаевна Кондрашина؛ زادهٔ ۲۳ دسامبر ۱۹۵۵) قایقران روئینگ اهل روسیه است.